# Javed Akhtar

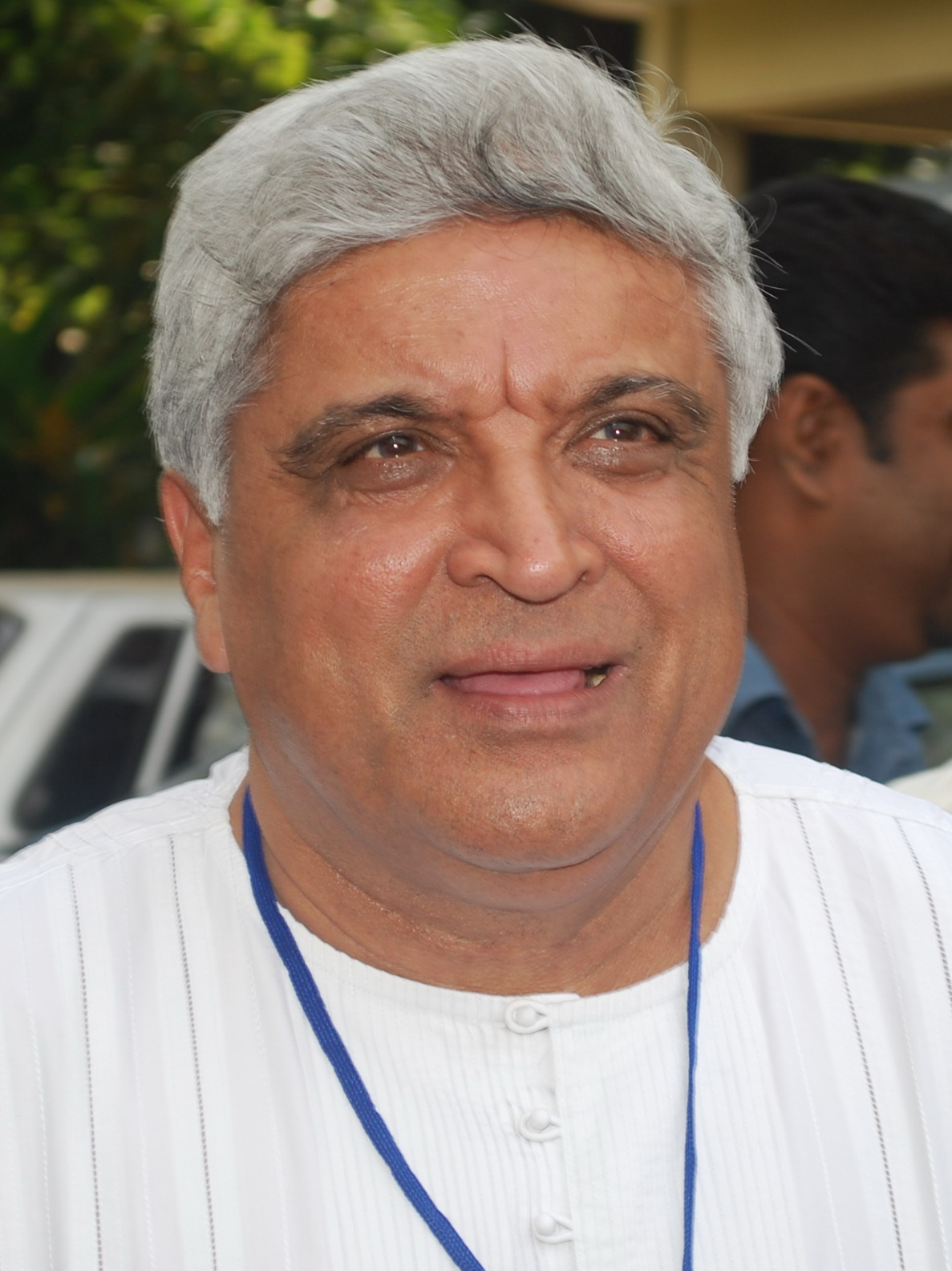
Javed Akhtar (2010)

Javed Akhtar (* 17. Januar 1945 in Gwalior, Madhya Pradesh) ist ein indischer Drehbuchautor, Poet und Liedtexter des Hindi-Films.

## Leben
Einige seiner erfolgreichsten Arbeiten schrieb Akhtar in den späten 1970er und 1980er Jahren mit Salim Khan und  Salim-Javed. Er ist Ur-Ur-Enkel des Gelehrten und Aktivisten gegen den britischen Kolonialismus in Indien, Allama Fazl-e-Haq Khairabadi.
Akhtar war in erster Ehe mit der Schauspielerin Honey Irani verheiratet, mit der er zwei Kinder hat. Sein Sohn Farhan Akhtar ist ein bekannter Schauspieler im Hindi-Film. Nach der Trennung von seiner ersten Frau ist Akhtar seit 1984 mit Shabana Azmi, ebenfalls eine Schauspielerin, verheiratet.

## Filmografie
- 1969: Yakeen
- 1972: Seeta Aur Geeta
- 1973: Zanjeer
- 1974: Majboor
- 1975: Sholay
- 1975: Deewaar
- 1978: Don
- 1979: Kaala Patthar
- 1981: Silsila
- 1994: 1942: A Love Story
- 1997: Ishq
- 1997: Minsara Kanavu
- 2001: Lagaan – Es war einmal in Indien
- 2003: Lebe und denke nicht an morgen
- 2004: Veer und Zaara – Die Legende einer Liebe
- 2004: Mut zur Entscheidung – Lakshya
- 2008: Bhoothnath – Ein Geist zum Liebhaben (Bhoothnath)
- 2009: Luck by Chance – Liebe, Glück und andere Zufälle

## Auszeichnungen
- Filmfare Award als Lebenswerk
  - 2007 für sein Lebenswerk

- viermal den Zee Cine Award als bester Liedtexter
  - 1998 für Sandese Aate Hain aus dem Film Border
  - 2001 für Panchhi Nadiya aus dem Film Refugee
  - 2002 für Radha Kaise Na Jale aus dem Film Lagaan
  - 2005 für Yeh Jo Des Hai Tera aus dem Film Swades – Heimat

- dreimal den Bollywood Movie Award als bester Liedtexter
  - 2001 für Panchhi Nadiya aus dem Film Refugee
  - 2004 für den Film Chalte Chalte – Wohin das Schicksal uns führt
  - 2005 für den Film Veer und Zaara – Die Legende einer Liebe

- viermal den Star Screen Award als bester Liedtexter
  - 1995 für den Film 1942: A Love Story
  - 1998 für Sandese Aate Hain aus dem Film Border
  - 2002 für Jaane Kyun Log Pyar aus dem Film Dil Chahta Hai
  - 2004 für Ek Saathi Aur Bhi Tha aus dem Film L.O.C. Kargil

- achtmal den Filmfare Award als bester Liedtexter

- fünfmal den National Film Award/Bester Liedtext als bester Liedtexter

- dreimal den IIFA Award als bester Liedtexter

- einmal den Filmfare Award für die beste Story

- einmal den Filmfare Award als bester Drehbuchautor

- einmal den Filmfare Award für den besten Dialog